# Biały Ług (torfowisko)

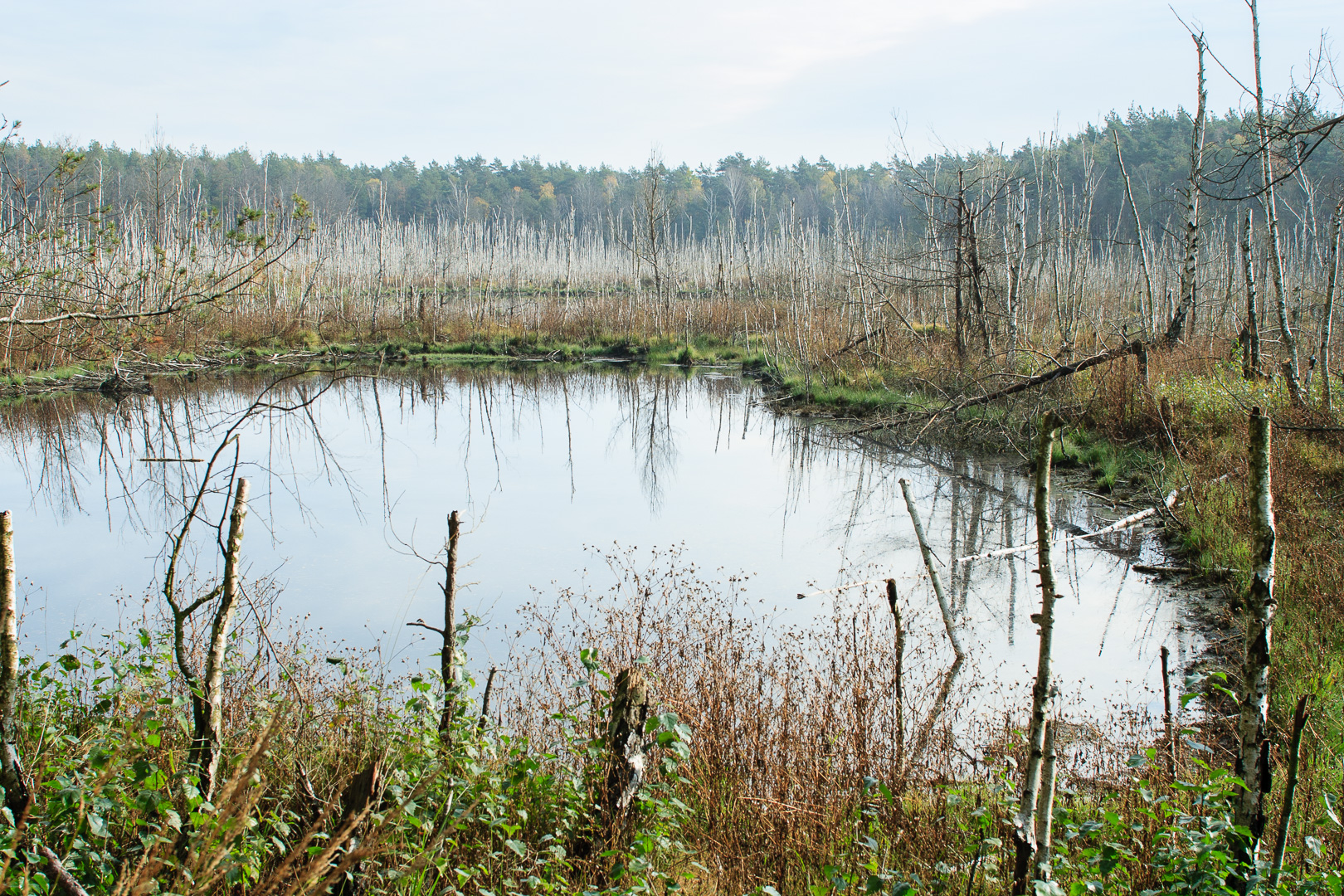
Jeden ze zbiorników wodnych.

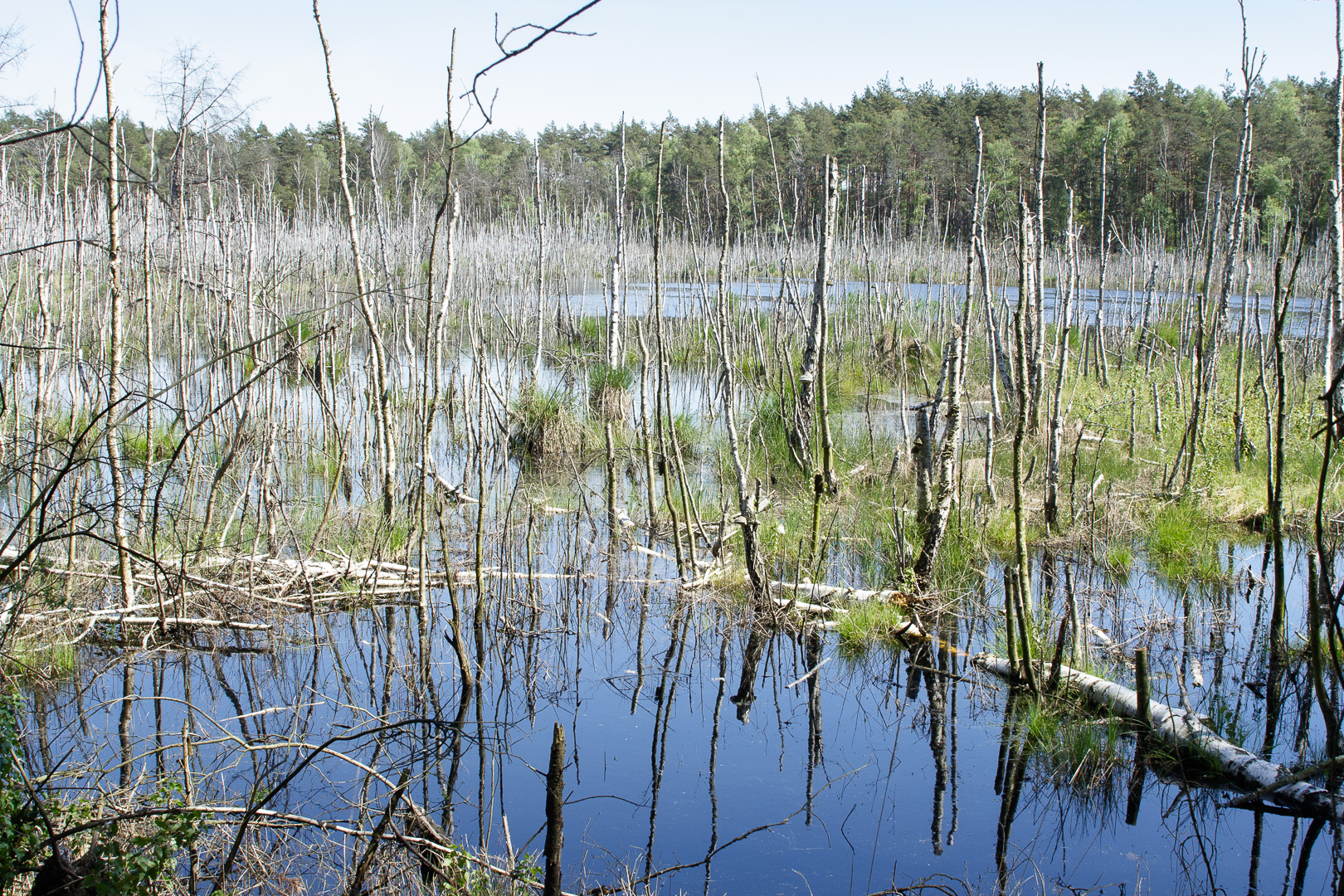
Biały Ług wiosną. W głębi największy zbiornik.

Biały Ług – torfowisko wysokie na zachód od Góraszki w województwie mazowieckim. Południowa jego część położona jest w Aleksandrowie w warszawskiej dzielnicy Wawer, pozostała w gminie Wiązowna.

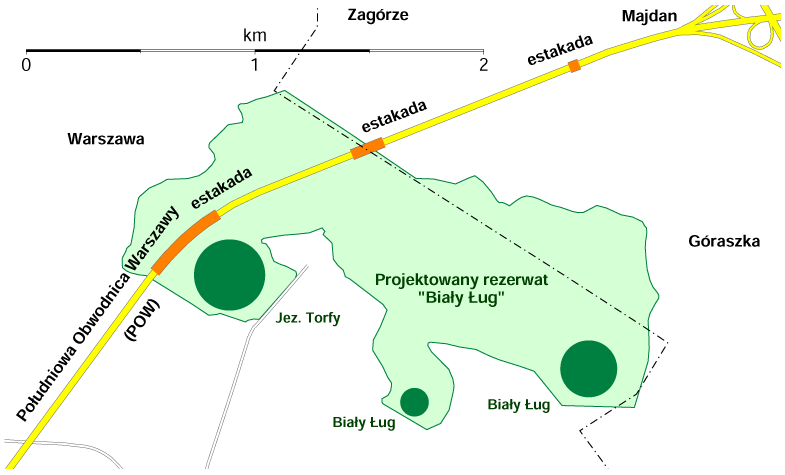
Projektowany rezerwat "Biały Ług" oraz planowany przebieg Południowej Obwodnicy Warszawy (POW) w tym rejonie^{ zaktualiz.}.

## Położenie, powierzchnia
Biały Ług położony jest na zachód od Góraszki w województwie mazowieckim. Południowa, niższa część torfowiska znajduje się między ulicami Wiązowską i Podkowy w Aleksandrowie w warszawskiej dzielnicy Wawer, pozostała część w gminie Wiązowna.
Biały Ług zlokalizowany jest w bezodpływowym obniżeniu terenu pomiędzy wydmami. Przez większą część roku poziom wody utrzymuje się tutaj powyżej gruntu.
Powierzchnia Białego Ługu wynosi 30 ha.

## Nazwa
Ług jest prasłowiańskim słowem oznaczającym bagno, mokradło
.
Słownik gwar polskich Aleksandra Karłowicza podaje, że ług to smuga w polu, bagnista łąka wśród lasów, łąka. Często jako synonim tego terminu podawane jest wyraz łęg.
Z kolei nazwa koloru związana jest z białymi barwami bagien – kory brzóz, łanów owocujących wełnianek, spowijających je częstych mgieł, bielejącej wody.
Nazwa „Biały Ług” stosowana jest również w odniesieniu do:
- pobliskiego stawu w Aleksandrowie (52°11′00,708″N 21°14′57,509″E/52,183530 21,249308)[9][10].
- projektowanego od lat rezerwatu przyrody „Biały Ług” mającego objąć m.in. opisywane tutaj torfowisko oraz wymieniony wyżej staw[11][12][13][b].
- terenu, na którym rozważa się utworzenie tego rezerwatu[11].

## Przyroda
Biały Ług jest torfowiskiem wysokim. Występują na nim brzezina bagienna, mszar torfowcowy, turzycowiska, szuwar trzcinowy i pałkowy, zarośla wierzbowe.
Liczne są tutaj wełnianki, bagno zwyczajne.

## Ochrona przyrody
Biały Ług położony jest na obszarze Mazowieckiego Parku Krajobrazowego.
Od lat planuje się utworzenie rezerwatu torfowiskowego częściowego „Biały Ług”, w granicach którego miałoby znaleźć się m.in. opisywane torfowisko.

## Eksploatacja
Na torfowisku wydobywany był torf. Pozostałością jest niewielki zbiornik wodny.

## Rekreacja
Biały Ług mijają:
- szlak pieszy „Warszawska Obwodnica Turystyczna”, czerwony  (MZ-5070c[16]), 189,6 km, PKP Modlin - PKS Zaborów[16][17][14][c]
- szlak rowerowy MTB, czarny , trudny, 27 km, od Międzylesia do Aleksandrowa i z powrotem[18].
- szlak pieszy „Na przedpolach stolicy”, niebieski  (MZ-5079n[19]), 28,5 km, PKS Okuniew - PKP Radość[19][20][14][c].

## Galeria

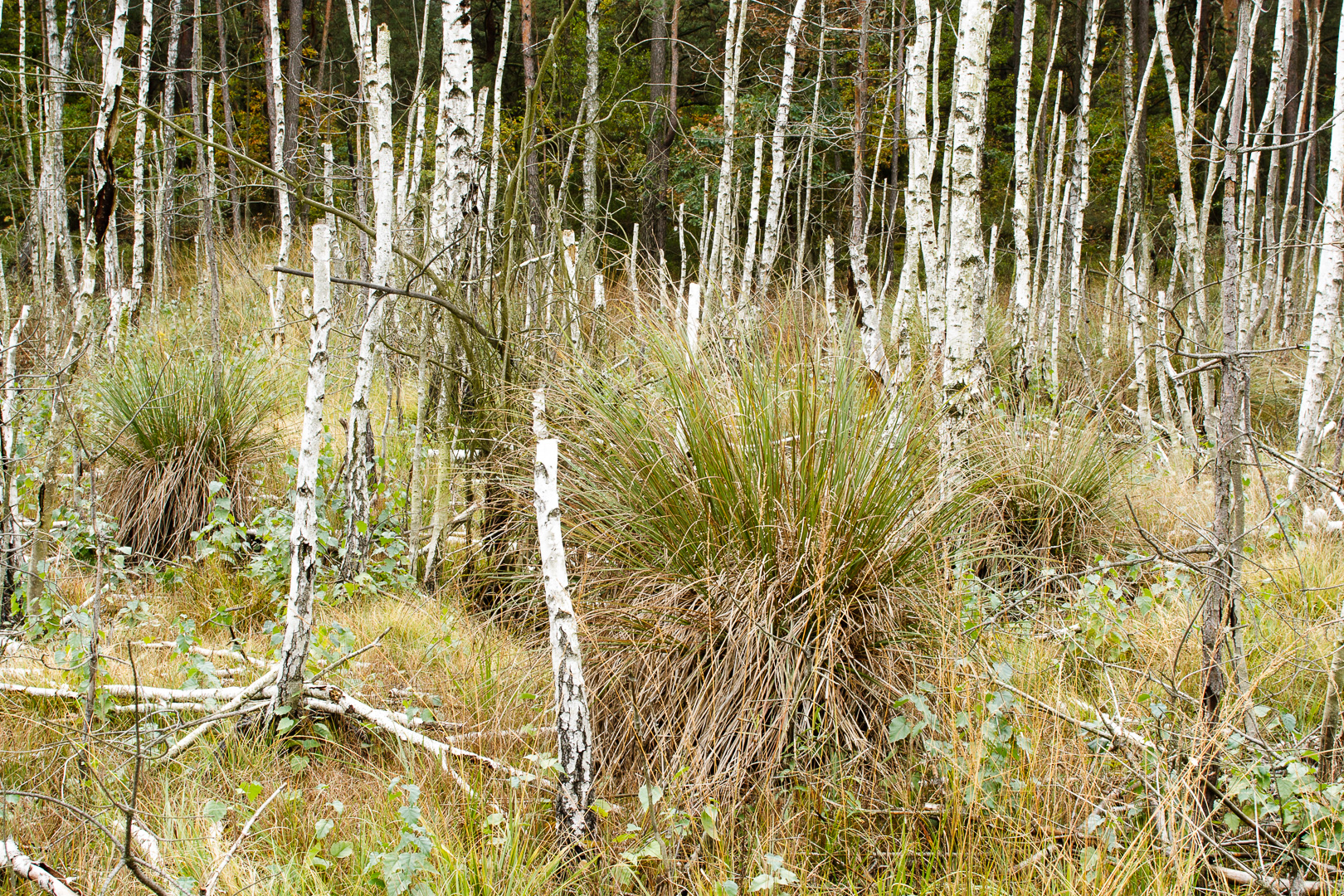
Kępy turzyc.
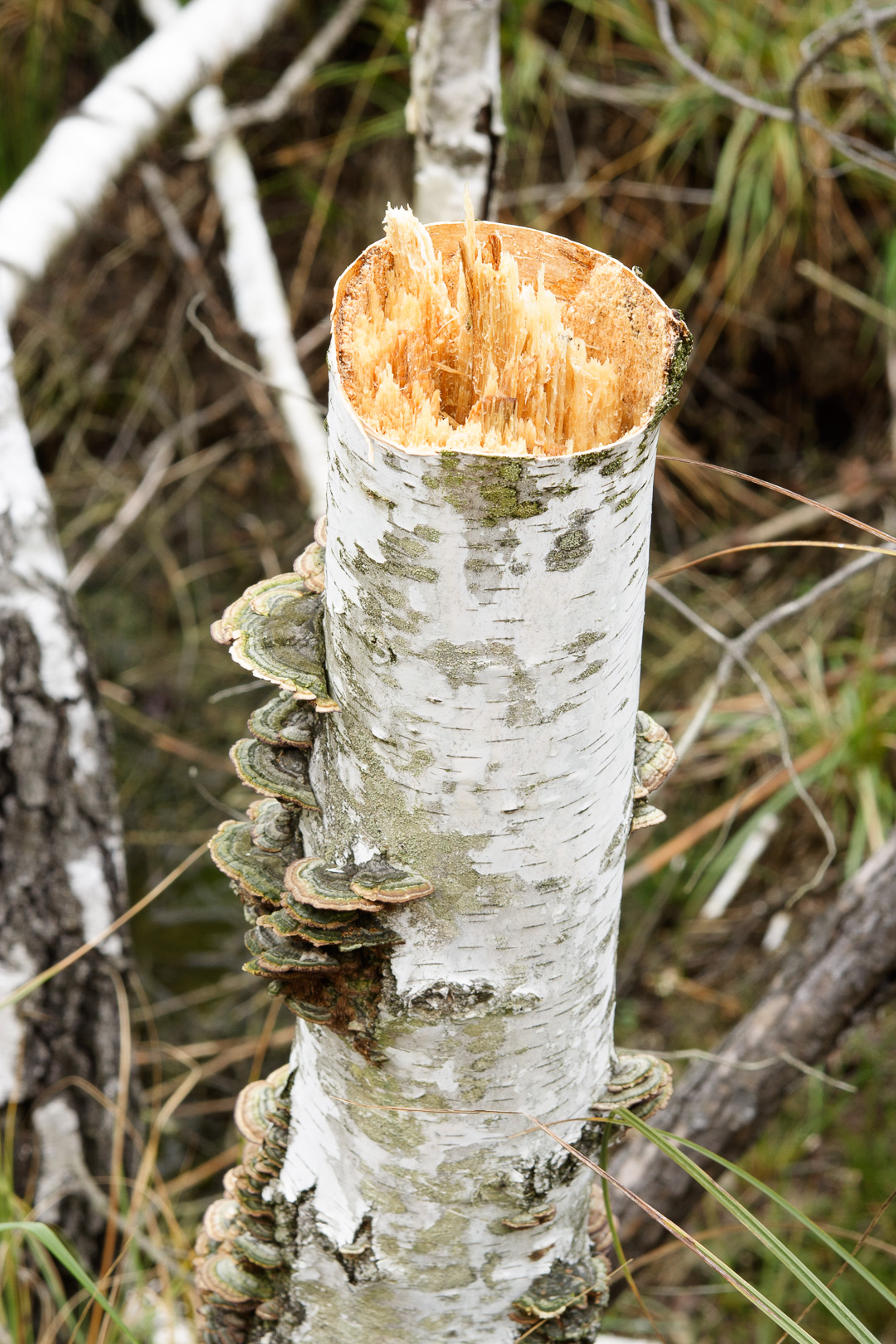
Złamany pień brzozy.
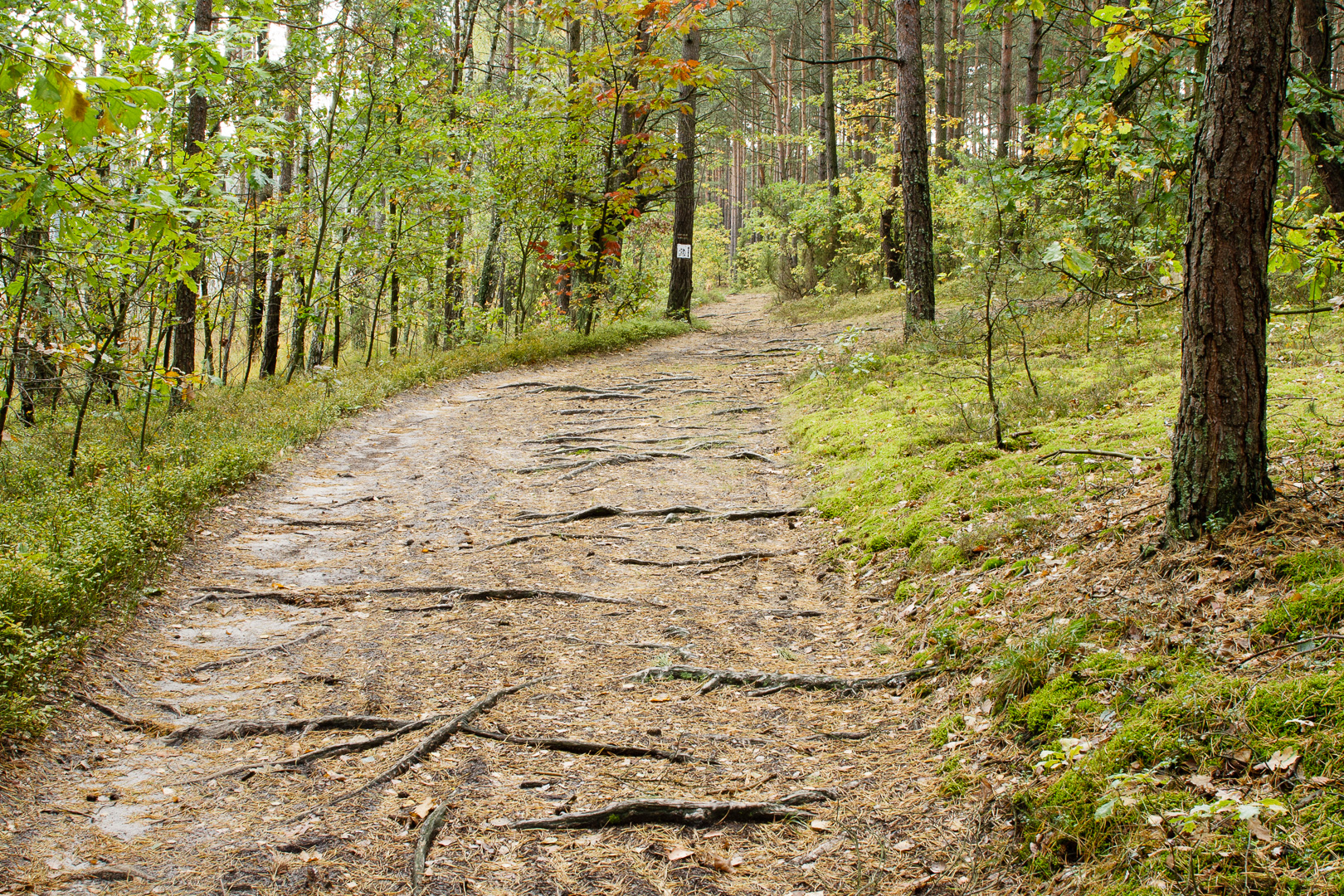
Droga na zboczu wydmy.
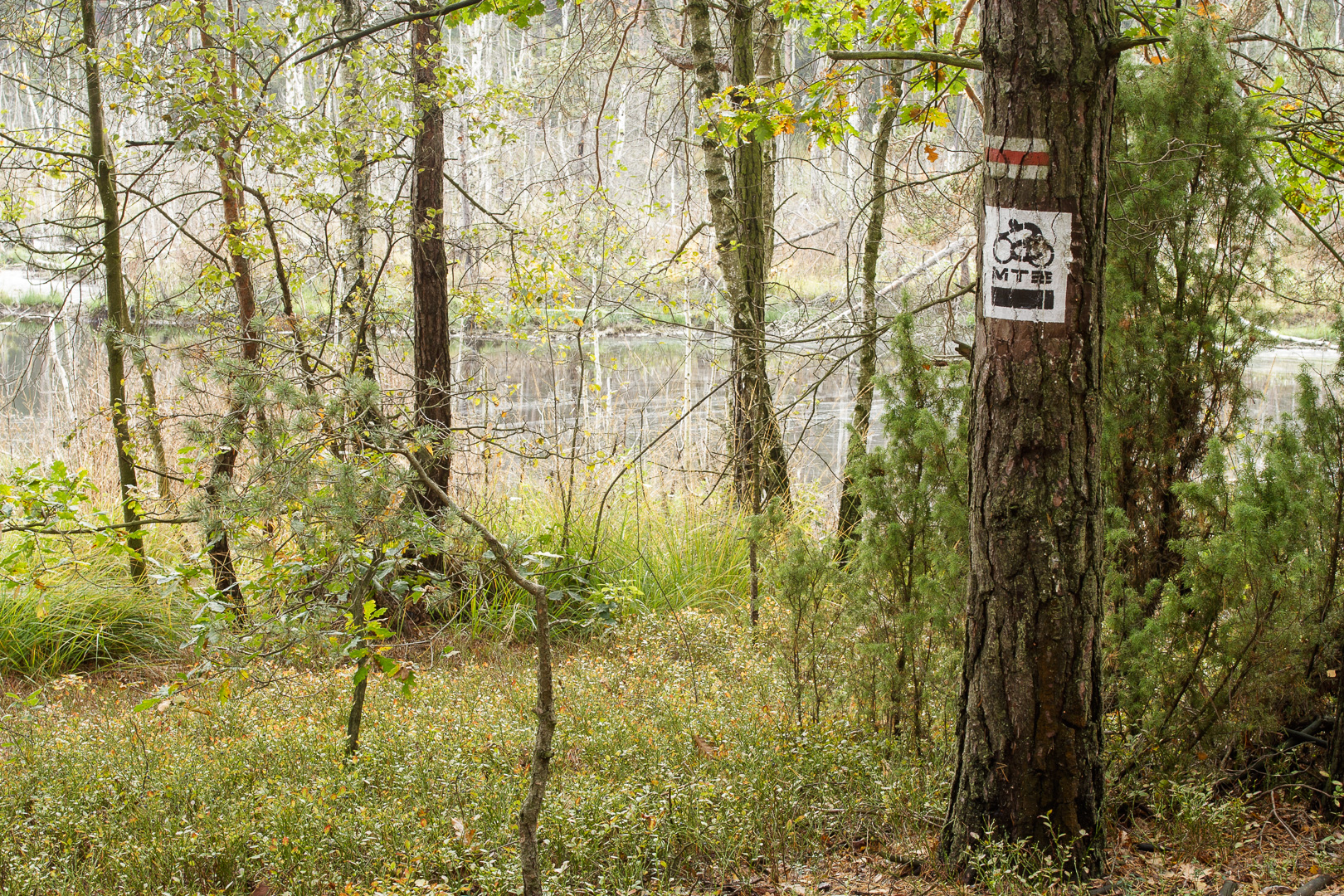
Oznakowanie szlaków rowerowego MTB i pieszego.